# Derivados del almidón

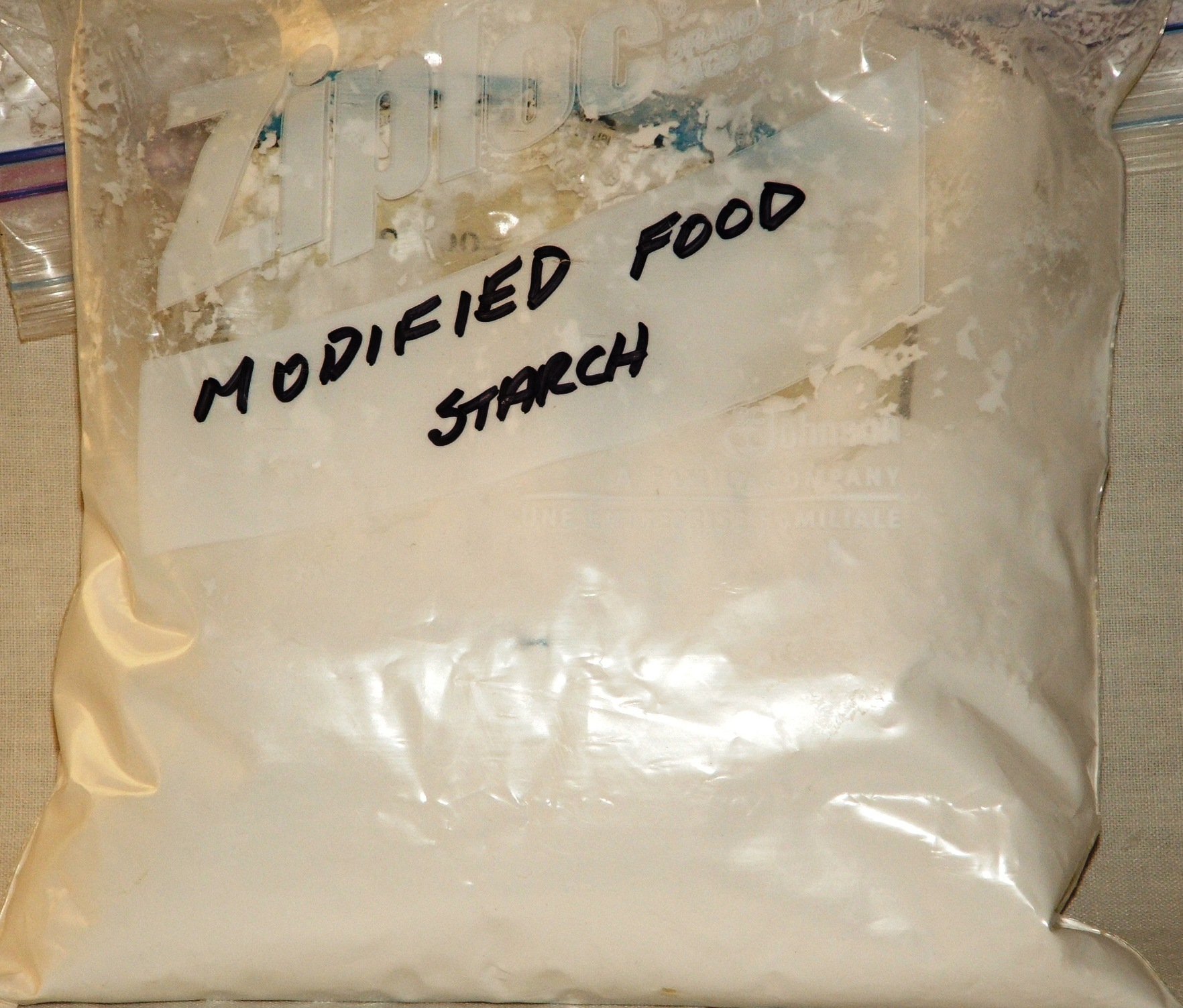
Los derivados del almidón son compuestos químicos que se obtienen a partir del almidón, un polisacárido presente en plantas y utilizado como fuente de energía. Estos derivados se producen mediante procesos químicos o enzimáticos que modifican la estructura del almidón para obtener propiedades específicas.

Los derivados del almidón provienen de la generación artificial de compuestos con algunas de las propiedades del almidón, éste es un aditivo alimentario fundamentado en sus propiedades de interacción con el agua y, muy especialmente, en la capacidad de formación de geles, muchas veces relacionado con la propiedad de aglutinante culinario. Existe en los alimentos amiláceos tales como los cereales y patatas y de ellos se puede extraer fácilmente.

## Empleos
Este tipo de derivados se suele presentar mezclado para obtener las propiedades aglutinantes del almidón, sin sus desventajas. Los almidones modificados se emplean en la fabricación de salsas espesas como las empleadas en la cocina china, conservas, helados, etc.
El empleo y la cantidad de este tipo de aditivo suele limitarse. En España se controla el uso de los almidones modificados sólo en la elaboración de yogures y de conservas vegetales. En el resto de casos el límite se deja la buena práctica de la industria de fabricación de conservas.

## Catalogación Industrial
- E 1404 Almidón oxidado
- E 1410 Fosfato de monoalmidón
- E 1412 Fosfato de dialmidón
- E 1413 Fosfato de dialmidón fosfatado
- E 1414 Fosfato de dialmidón acetilado
- E 1420 Almidón acetilado
- E 1422 Adipato de dialmidón acetilado
- E 1440 Hidroxipropil almidón
- E 1442 Fosfato de dialmidón hidroxipropilado
- E 1450 Octenil succinato sódico de almidón
- E 1451 Almidón oxidado acetilado
- E 1452 Octenil succinato alumínico de almidón